# Saint Andrews, New Brunswick
Saint Andrews är en ort i Kanada.   Den ligger i countyt Charlotte County och provinsen New Brunswick, i den sydöstra delen av landet, 700 km öster om huvudstaden Ottawa. Saint Andrews ligger 9 meter över havet och antalet invånare är 1 809.
Terrängen runt Saint Andrews är platt. Havet är nära Saint Andrews åt sydost.Trakten är glest befolkad. Saint Andrews är det största samhället i trakten. 